# Christine Krammer
Christine Krammer (* 8. Dezember 1943 in Wien als Christine Plicka) ist eine ehemalige österreichische Politikerin (SPÖ) und kaufmännische Angestellte. 

## Leben
Krammer besuchte nach der Pflichtschule eine Handelsschule und begann ab 1959 als kaufmännische Angestellte zu arbeiten. Sie arbeitete ab 1981 für die Wiener Sozialdienste und wurde 1995 in den Gemeinderat von Velm-Götzendorf gewählt. 2000 übernahm sie das Amt der geschäftsführenden Gemeinderätin, zwischen dem 16. April 1998 und dem 24. April 2003 vertrat sie die SPÖ als Abgeordnete im Landtag von Niederösterreich.

## Auszeichnungen
- 1995: Goldenes Ehrenzeichen der Republik Österreich
- 2008: Viktor-Adler-Plakette
- 2023: Josef Afritsch -Plakette